# Metafroneta
Metafroneta es un género de arañas araneomorfas de la familia Linyphiidae. Se encuentra en Nueva Zelanda. 

## Lista de especies
Según The World Spider Catalog 12.0:
- Metafroneta minima Blest, 1979
- Metafroneta sinuosa Blest, 1979
- Metafroneta subversa Blest & Vink, 2002